# Algoazaur
Algoazaur (Algoasaurus bauri) – dinozaur z grupy zauropodów (Sauropoda) o bliżej niesprecyzowanej pozycji systematycznej.
Żył na przełomie jury i kredy (ok. 150-136 mln lat temu) na terenach południowej Afryki. Długość ciała ok. 9 m, wysokość ok. 3 m, masa ok. 10 t. Jego szczątki znaleziono w 1904 roku Republice Południowej Afryki (Kraj Przylądkowy) w zatoce Algoa.